# BankGiro Loterij Restauratie
Restauratie was een televisieprogramma, ontwikkeld en geproduceerd door Endemol. Het werd in 2006, 2007 en 2008 uitgezonden door de AVRO en gepresenteerd door Frits Sissing.

## Programmaformule
In het programma, gesponsord door de BankGiro Loterij, kregen kijkers de kans om een historisch gebouw uit te kiezen dat voor één miljoen euro zal worden gerestaureerd. De vijftien hiervoor genomineerde gebouwen kregen een bekende Nederlander als pleitbezorger toegewezen, die het belang van behoud aan de kijker moest overbrengen in de eerste vijf afleveringen. De zesde uitzending was de finale, waarin het winnende gebouw werd gekozen, dat daarmee de restauratie verdiende. Bij de Engelse versie Restoration werd 3,4 miljoen pond opgebracht en het was een grote kijkcijferhit. 
 De voorronden met elk drie genomineerden werden wekelijks uitgezonden.

## Genomineerden

### Genomineerden 2006
- Kerk van Vierhuizen, Vierhuizen: Het dorpskerkje en het orgel moeten volledig worden opgeknapt.
- Luxor Theater, Arnhem: Het pand is in zeer slechte staat, maar met het beschikbare miljoen zouden alle authentieke details weer hersteld kunnen worden.
- Ambachtsherenhuis, Alblasserdam: Alle authentieke details van dit herenhuis zijn nog aanwezig. Het huis is behoorlijk verzakt en dreigt van de dijk te glijden.
- Antoniusmolen, Eerde: De romp van de molen is goed geconserveerd, maar de kap moet volledig gereconstrueerd worden. Bovendien moet er een nieuw maalwerk in.
- Kasteel Staverden, Ermelo: Het kasteel wordt ook wel de Witte Pauwenburcht genoemd. Het tuinmanshuis en de oranjerie zijn in zeer slechte staat en ook de kas moet nog worden gerestaureerd.
- Scheepswerf Wolthuis, Hoogezand-Sappemeer: De scheepswerf vertoont ernstig achterstallig onderhoud en moet geheel gerestaureerd worden. In de toekomst zal de scheepswerf een museum en educatief centrum moeten worden.
- Sint-Janskathedraal, 's-Hertogenbosch: Het monument moet steen voor steen worden afgebroken om het kwetsbare natuursteen te kunnen conserveren. De originele beelden zijn te zeer door de tand des tijds aangetast. Naar authentiek voorbeeld moeten 32 nieuwe beelden worden gemaakt.
- Boerderij Rouveen, Rouveen: Het interieur van de boerderij ziet er nog net zo uit als 100 jaar geleden, maar de tand des tijds heeft wel haar sporen nagelaten. Dit rijksmonument is ernstig verwaarloosd.
- IJzergieterij "De DRU", Ulft: Het portiersgebouw komt in aanmerking als kandidaat. Daar komt een bibliotheek in. Een deel van het portiersgebouw wordt nu tijdelijk gebruikt als IJzermuseum.
- Mariapark, Sittard: Het Mariapark, de dependance van de ‘Basiliek van Onze-Lieve-Vrouw van het Heilig Hart’ staat, als er niet snel iets gebeurt, op instorten.
- Treinremise Stoomtrein Goes-Borsele (SGB): Het gebouw is in zeer slechte staat. Het is verzakt, er zitten scheuren in de muren en het dak vertoont betonrot. Ook het ketelhuis en het schafthuis moeten worden gerestaureerd.
- De Kilsdonkse Molen, Dinther: Van de oliemolen rest alleen nog het gebouw met de kelder. Het binnenwerk is verdwenen. Ook van de korenmolen is niet veel meer over.
- Fort Pampus, Muiden: Het fort vertoont grote scheuren en vochtschade. In de Tweede Wereldoorlog hebben de Duitsers al het staal uit de constructie verwijderd, waardoor er grote schade is aangericht.
- Kasteel Waardenburg, Waardenburg: De oorspronkelijke keuken is nog steeds terug te vinden, evenals restanten van de schouwen en het behang. Maar het kasteel verkeert verder in slechte conditie.
- Kaatsbaan, Haarlem: Het Gebouw met het Torentje moet aan de buitenkant gerestaureerd worden en van binnen wordt de oorspronkelijke functie teruggebracht: een overdekte kaatsbaan.

### Genomineerden 2007
- Oude Stadsbegraafplaats Leeuwarden (Friesland)
- Huis met de Kogel te Alkmaar (Noord-Holland)
- ’s Gravenhaagsche Stadsrijschool te Den Haag (Zuid-Holland)
- Scholtenboerderij Hesselink te Winterswijk (Gelderland)
- Sterrewacht te Leiden (Zuid-Holland)
- Kerk van Wier te Wier (Friesland)
- De Zonnehal te Vierhouten (Gelderland)
- Molen van Coops te Zelhem (Gelderland)
- Molen van Goidschalxoord, gemeente Binnenmaas (Zuid-Holland)
- 'Boerderij Aat Grootes te Aartswoud (Noord-Holland)
- De Oude Molen te Osdorp/Sloten (Noord-Holland)
- De Cattentoren te Roermond (Limburg)
- Zigzagoven Steenbakkerij Randwijk te Heteren (Gelderland)
- Fort Altena te Werkendam (Noord-Brabant)

### Genomineerden 2008
- Het roofdierenverblijf van de diergaarde in Rotterdam (Zuid-Holland)
- NH Kerk van Garsthuizen (Groningen)
- Strandbad Winterswijk (Gelderland)
- Kwekerij Veelzorg (Zuid-Holland)
- Radiotelescoop CAMRAS te Dwingeloo (Drenthe)
- Boezemmolen nr. 6 te Haastrecht (Zuid-Holland)
- Racing Club Heemstede (Noord-Holland)
- Dierense Sjoel (Gelderland)
- Stoomgemaal 'Vier Noorder Koggen' te Medemblik (Noord-Holland)
- De Bottelarij van Bolsward (Friesland)
- De Veerensmederij, Amersfoort (Utrecht)
- Villa Jongerius, Utrecht (Utrecht)
- De Hofboerderij Keukenhof, Lisse (Zuid-Holland)
- Eerste Openluchtschool voor het Gezonde Kind, Amsterdam (Noord-Holland)
- NH Kerk Groede(Zeeland)
- Kasteel Eckart, Eindhoven(Noord-Brabant)

## Finale

### Finale 2006

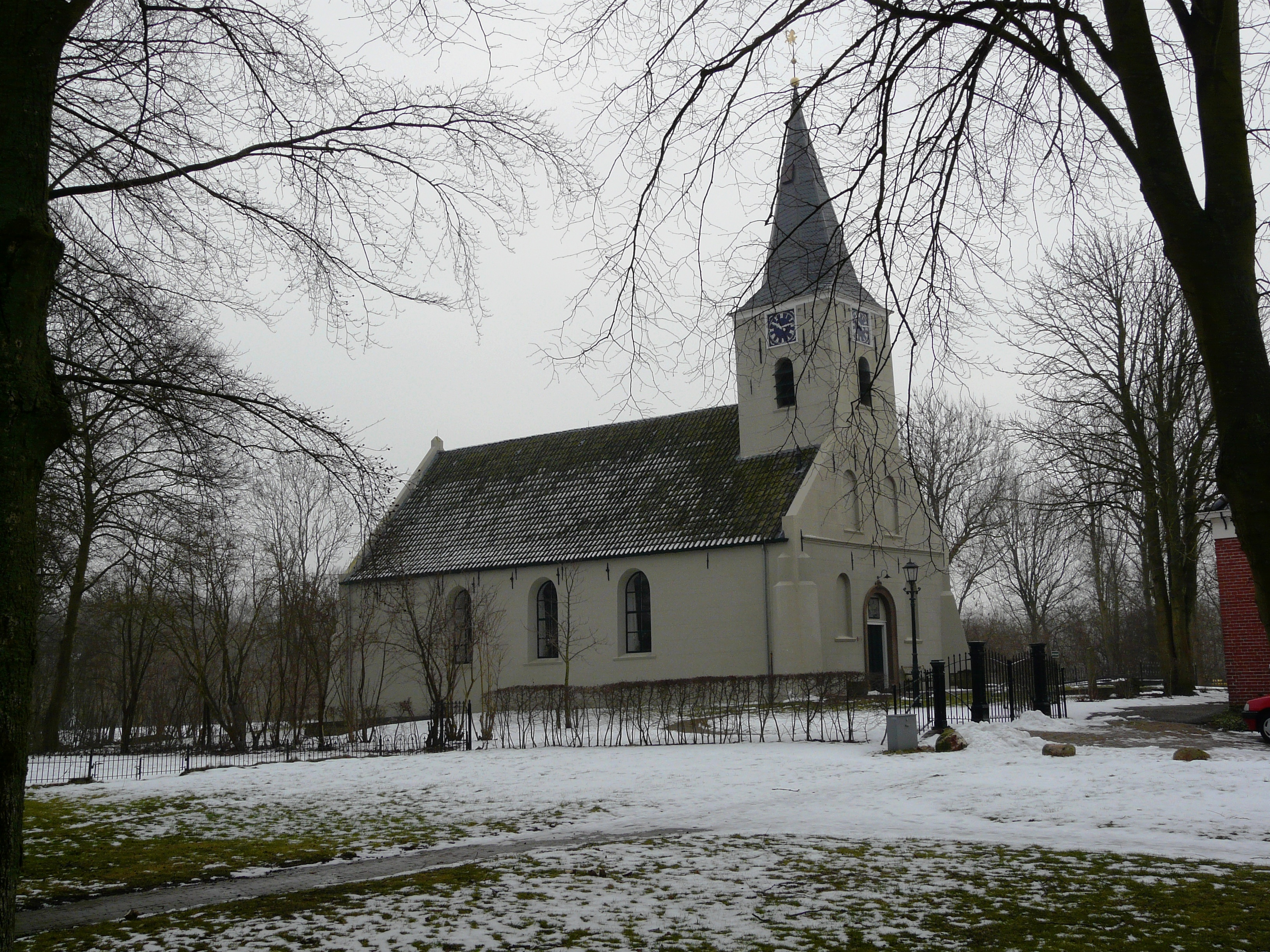
Kerk van Vierhuizen

De kerk van Vierhuizen heeft op 23 december 2006 tijdens een live-uitzending de finale gewonnen. Onder de vijf finalisten waren naast de kerk in Vierhuizen de Scheepswerf Wolthuis in Hoogezand-Sappemeer en de Sint-Janskathedraal in 's-Hertogenbosch. De kijker kon telefonisch of per sms zijn stem uitbrengen.

### Finale 2007
De molen van Goidschalxoord won het miljoen in 2007. De vervallen molen werd maalvaardig gerestaureerd en in mei 2010 feestelijk heropend.

### Finale 2008
De Eerste Openluchtschool voor het Gezonde Kind in Amsterdam werd op 12 november 2008 tot winnaar uitgeroepen.

## Kijkcijfers
De kijkcijfers van Restauratie vielen tegen. De AVRO had gemikt op 600.000 à 700.000 kijkers. Het werden er 400.000. De oorzaak was volgens alle betrokkenen dat het programma "zwaar geprogrammeerd" stond. Het programma werd tegelijk met Paul de Leeuw en X Factor uitgezonden.